# Іщенко Віталій Павлович
Віта́лій Па́влович І́щенко (нар. 1904, селище Воронцове Катеринославської губернії, тепер у складі міста Дніпра Дніпропетровської області — ?) — український радянський діяч, голова Кіровоградського облвиконкому. Депутат Верховної Ради УРСР 2-го скликання.

## Біографія
Народився у жовтні 1904 року в селищі Воронцове (передмісті Катеринослава) в родині робітника-слюсаря Катеринославського паровозоремонтного заводу.
Трудову діяльність розпочав у шістнадцятирічному віці робітником млина. Потім працював вальцювальником, кочегаром Катеринославського заводу імені Карла Маркса, обирався секретарем комсомольської організації цього заводу.
Член ВКП(б) з 1926 року.
Навчався у Дніпропетровському вечірньому технікумі та заочній школі радянського та партійного будівництва.
У 1927—1930 роках — у Червоній армії.
У 1930—1934 роках — завідувач агітаційно-пропагандистського відділу районного комітету КП(б)У на Сумщині, секретар партійного комітету цукрового заводу, заступник голови районної партійної комісії КП(б)У, контролер Народного комісаріату постачання СРСР на Сумщині.
У 1934—1936 — директор Рубанського бурякорадгоспу Чернігівської області. З 1936 року — директор Чупахінського бурякорадгоспу Харківської області.
До січня 1939 року — 3-й секретар Охтирського районного комітету КП(б)У Харківської області.
З 17 січня 1939 по січень 1940 року — голова Організаційного комітету Президії Верховної Ради Української РСР по Кіровоградській області. У січні 1940 — 1941 роках — голова виконавчого комітету Кіровоградської обласної Ради депутатів трудящих.
Під час німецько-радянської війни з 1941 по 1943 рік — у Червоній армії: служив начальником політичного відділу армійського спеціалізованого будівельного управління № 39, уповноваженим оперативних груп Військових рад Донського та Воронезького фронтів.
У червні 1944 — грудні 1948 (оф. лютому 1949) року — голова виконавчого комітету Кіровоградської обласної Ради депутатів трудящих.
У грудні 1948 року направлений на Курси перепідготовки при ЦК ВКП(б) до Москви.
Після закінчення курсів з 1950 року працював на різних керівних посадах в Житомирській області: заступник голови виконавчого комітету Житомирської обласної Ради депутатів трудящих (1950—1952); начальник Житомирського обласного управління в справах сільського і колгоспного будівництва (по будівництву в колгоспах) (1952—1956).
Потім — на пенсії.

## Звання
- політрук

## Нагороди
- орден Леніна (23.01.1948)
- орден Вітчизняної Війни I ступеня (1.02.1945)
- орден Трудового Червоного Прапора (7.02.1939)
- орден Червоної Зірки (26.08.1943)
- орден «Знак Пошани» (21.02.1942)
- медаль «За оборону Сталінграда» (17.05.1945)
- медаль «За перемогу над Німеччиною у Великій Вітчизняній війні 1941–1945 рр.»